# Kid Klown in Night Mayor World
Mickey Mouse III: Dream Balloon (jap. ミッキーマウスIII 夢ふうせん Mikkī Mausu Surī: Yume Fūsen), znana w Ameryce Północnej jako Kid Klown in Night Mayor World – komputerowa gra platformowa wyprodukowana i wydana przez firmę Kemco w 1992 roku na konsolę NES. Jest to spin-off serii gier Crazy Castle oraz pierwsza gra serii Kid Klown.
Ponieważ japońska firma Capcom otrzymała amerykańską licencję od Disneya, w Stanach Zjednoczonych zmieniono tytuł gry na Kid Klown in Night Mayor World.

## Fabuła

### Mickey Mouse III: Dream Balloon
Myszka Miki kupuje prezent z okazji zbliżających się urodzin Myszki Minnie. Niestety pies Pluto przynosi mu złe wieści i mówi, że Minnie nie może się obudzić. Tam na miejscu okazuje się, że jest nękana przez koszmarne sny. Miki wyrusza w podróż na ratunek Minnie w celu uwolnienia złych koszmarów.

### Kid Klown in Night Mayor World
Kid Klown i jego rodzina wybierają się do cyrku. Na miejscu spotykają magika, który pyta się klauna, aby otworzył skarb, ale zostaje ostrzeżony. Night Mayor porywa jego rodzinę i mówi mu, że jeśli chce ich jeszcze zobaczyć, musi udać się do jego świata. Kid Klown wyrusza w drogę, by odnaleźć rodziców i pokonać złego magika.